# Schaltnetzteil

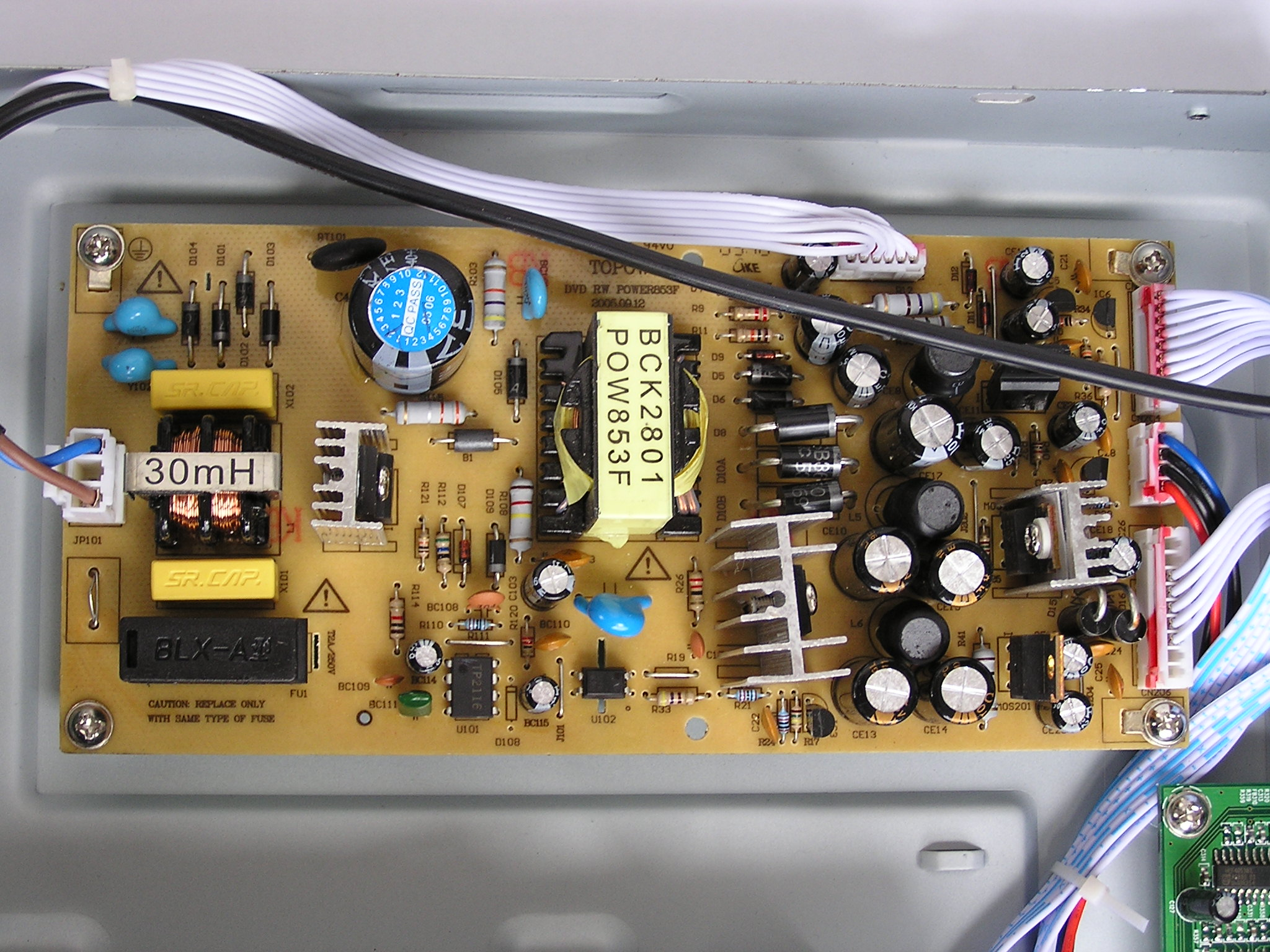
Schaltnetzteil in einem DVD-Spieler

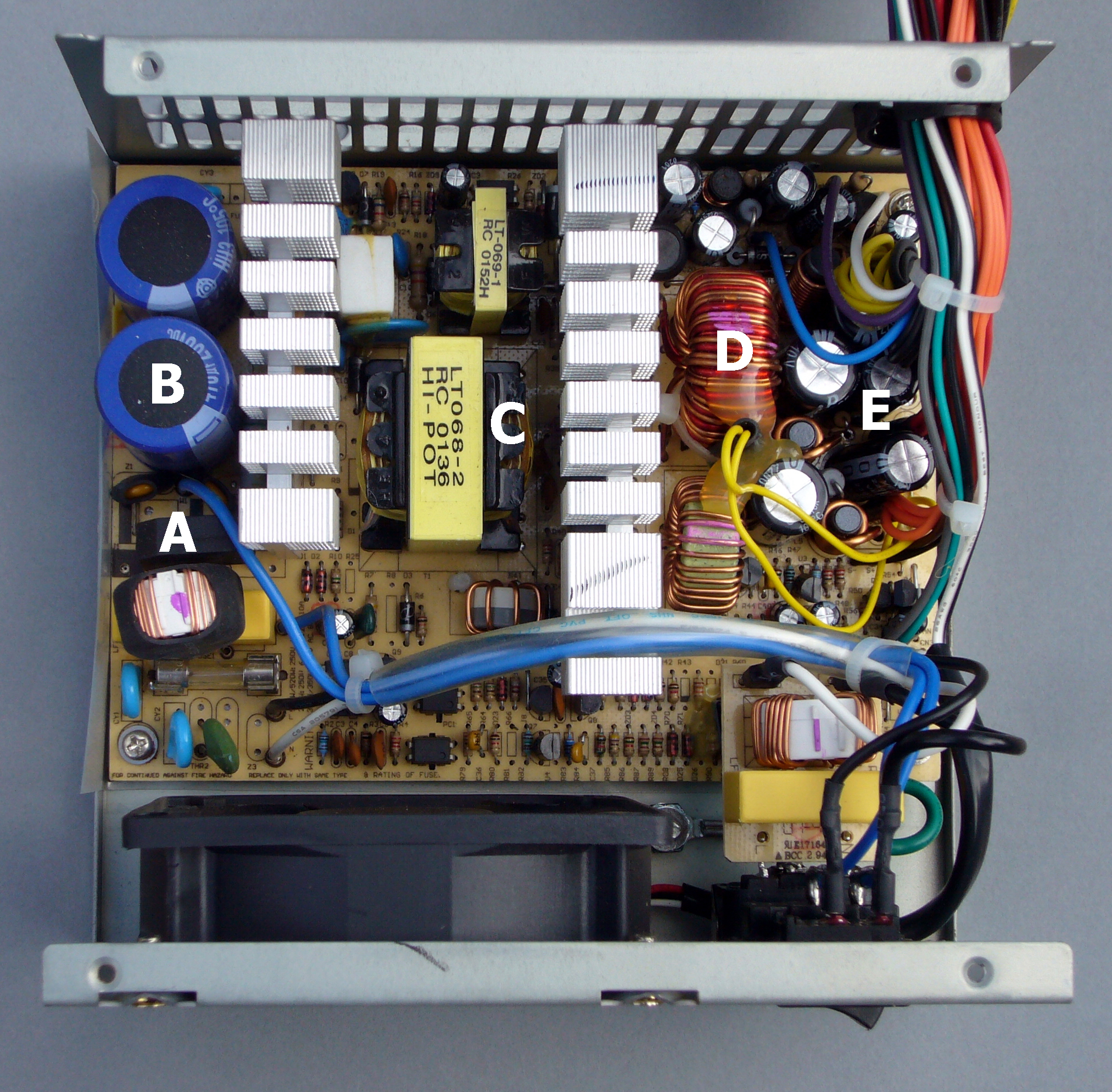
PC-Schaltnetzteil im ATX-Format

Ein Schaltnetzteil (SNT, auch SMPS von englisch switched-mode power supply) oder Schaltnetzgerät ist eine elektronische Baugruppe, die eine unstabilisierte Eingangs-Wechselspannung (AC) in eine konstante Ausgangs-Gleichspannung (DC) umwandelt. Im Gegensatz zu Trafonetzteilen und Längsspannungsreglern weist ein Schaltnetzteil einen hohen Wirkungsgrad auf. Schaltnetzteile gehören zur Gruppe der Stromrichter.
Im Unterschied zu konventionellen Netzteilen mit großem Netzfrequenz-Transformator erfolgt die Wandlung beim Schaltnetzteil mit einer höheren Frequenz, da Transformatoren bei hohen Frequenzen für die gleiche Leistung weniger Magnetkernvolumen benötigen. Dafür wird die Netzspannung meist gleichgerichtet, gesiebt, durch einen elektronischen Schalter (daher der Name Schaltnetzteil) in eine höherfrequente Spannung zerhackt und nach der Transformation im hochfrequenten Zwischenkreis auf die gewünschte Spannung erneut gleichgerichtet.

## Technischer Hintergrund
Konventionelle Netzteile enthalten einen Netztransformator zur Verminderung der Spannung und zur galvanischen Trennung. Die mit Transformatoren über den Weicheisenkern maximal übertragbare Leistung steigt bei konstanter Frequenz etwa proportional zur Masse. Wird der Trafo mit höherer Frequenz betrieben, kann das gleiche Eisenvolumen mehr Leistung übertragen. Der Anstieg der spezifischen Leistung ist wieder etwa proportional zur Masse.
Entsprechend gilt: Die Masse (Eisen- oder Ferritkern und Kupferwicklungen) des Trafos kann bei höherer Frequenz für gleiche Leistung deutlich verringert werden, wodurch das Netzteil leichter wird.
Die Transformatorkerne von Schaltnetzteilen werden zur Verringerung der Hysterese- und Wirbelstromverluste aus Ferrit (ferromagnetische Keramik) oder aus Eisenpulver gefertigt. Die Wicklungen werden bei höheren Frequenzen wegen des Skineffektes als flaches Kupferband oder mittels Hochfrequenzlitze (parallelgeschaltete gegeneinander isolierte dünne Drähte) ausgeführt. Ein zur Übertragung von 4000 Watt geeigneter Transformator wiegt beispielsweise:
- bei 50 Hz etwa 25 kg
- bei 125 kHz dagegen nur 0,47 kg.

Die schnellen Strom- und Spannungsänderungen in Schaltnetzteilen führen zur Emission hochfrequenter Störspannungen, die Netzfilter, Abschirmungen und Ausgangsfilter erfordern, um die zulässigen Störfelder nicht zu überschreiten.

## Eigenschaften
Schaltnetzteile werden wegen der hohen erreichbaren Leistungsdichte vor allem eingesetzt, um Masse und Material zu sparen. Sie weisen wegen der geringeren Kupferverluste im Leistungsbereich unter etwa 300 Watt einen höheren Wirkungsgrad (oft über 90 %) auf als konventionelle Netzteile, die einen schweren Trafo mit Eisenkern enthalten, und können damit kompakter und leichter aufgebaut werden. Daher sind sie beispielsweise häufig in Steckernetzteilen zu finden, wo der verfügbare Raum begrenzt ist.
Die Spannungsumsetzung erfolgt durch einen Ferritkern-Transformator, der entweder selbst als induktiver Energie-Zwischenspeicher dient (nur beim Sperrwandler) oder mit einer weiteren Speicherdrossel (diskrete Induktivität), die dann als Energiespeicher arbeitet. Dabei wird in der Induktivität so viel Energie  gespeichert, wie für die momentane Belastung erforderlich ist. Indem die belastete Ausgangsspannung mit Halbleiterbauelementen im hochfrequenten Zwischenkreis konstant geregelt wird, lassen sich die mit einem Längsregler im Ausgangskreis verbundenen Verluste vermeiden.
Die Ausgangsspannung wird nach der Gleichrichtung mit Kondensatoren und Drosseln gefiltert, um eine möglichst glatte Gleichspannung zu erzeugen. Ausnahme sind sogenannte elektronische Halogentrafos, die am Ausgang direkt die Lampenspannung liefern.
Meist soll die Schaltfrequenz (Welligkeit) weitgehend aus der Ausgangsspannung entfernt werden (EMV-Problematik). Die Schaltfrequenz wird in einen wenig störenden Frequenzbereich gelegt (z. B. über die obere Hörschwelle und unter die untere Messgrenze von EMV-Messungen bei 150 kHz). Störende Frequenzen treten bei und oberhalb der Schaltfrequenz auf (Arbeitsfrequenz und Oberschwingungen). Zur Verringerung der Störungen und deren Abstrahlung über die Zuleitungen werden Entstördrosseln eingesetzt.
Oft werden zusätzlich Ferritkerne über die Leitungen geschoben, die jedoch nur bei sehr hohen Frequenzen (UKW-Bereich) wirksam sind.
Schaltnetzteile verursachen durch den Gleichrichter am Eingang auch versorgungsseitig Oberschwingungen, die möglichst gering gehalten werden, da sie zu erhöhten Blindverlusten im Stromversorgungsnetz führen (Oberschwingungsblindleistung). Der zunehmende Einsatz von falsch ausgelegten Schaltnetzteilen verursacht auf dem Stromnetz Störfrequenzen, wenn die Schaltnetzteile nicht, wie vorgeschrieben, mit Filtern ausreichend entstört worden sind.
Deshalb müssen Schaltnetzteile (Stromaufnahme unter 16 A) mit einer Eingangsleistung ab 50 W oder 75 W (je nach Geräteklasse) seit dem 1. Januar 2001 (EN 61000-3-2) eine Leistungsfaktorkorrektur (engl. Power Factor Correction, „PFC“) besitzen. Diese sorgt durch eine zusätzliche, netzgesteuerte Schaltstufe (aktive PFC) eingangsseitig für einen nahezu sinusförmigen Stromverlauf. Oft wird jedoch auch lediglich eine große Netzdrossel vorgeschaltet, die zumindest annähernd für einen sinusförmigen Eingangsstrom sorgt (passive PFC).

## Aufbau

Schema eines Schaltnetzteils (Sperr- oder Flusswandler) mit galvanischer Trennung.

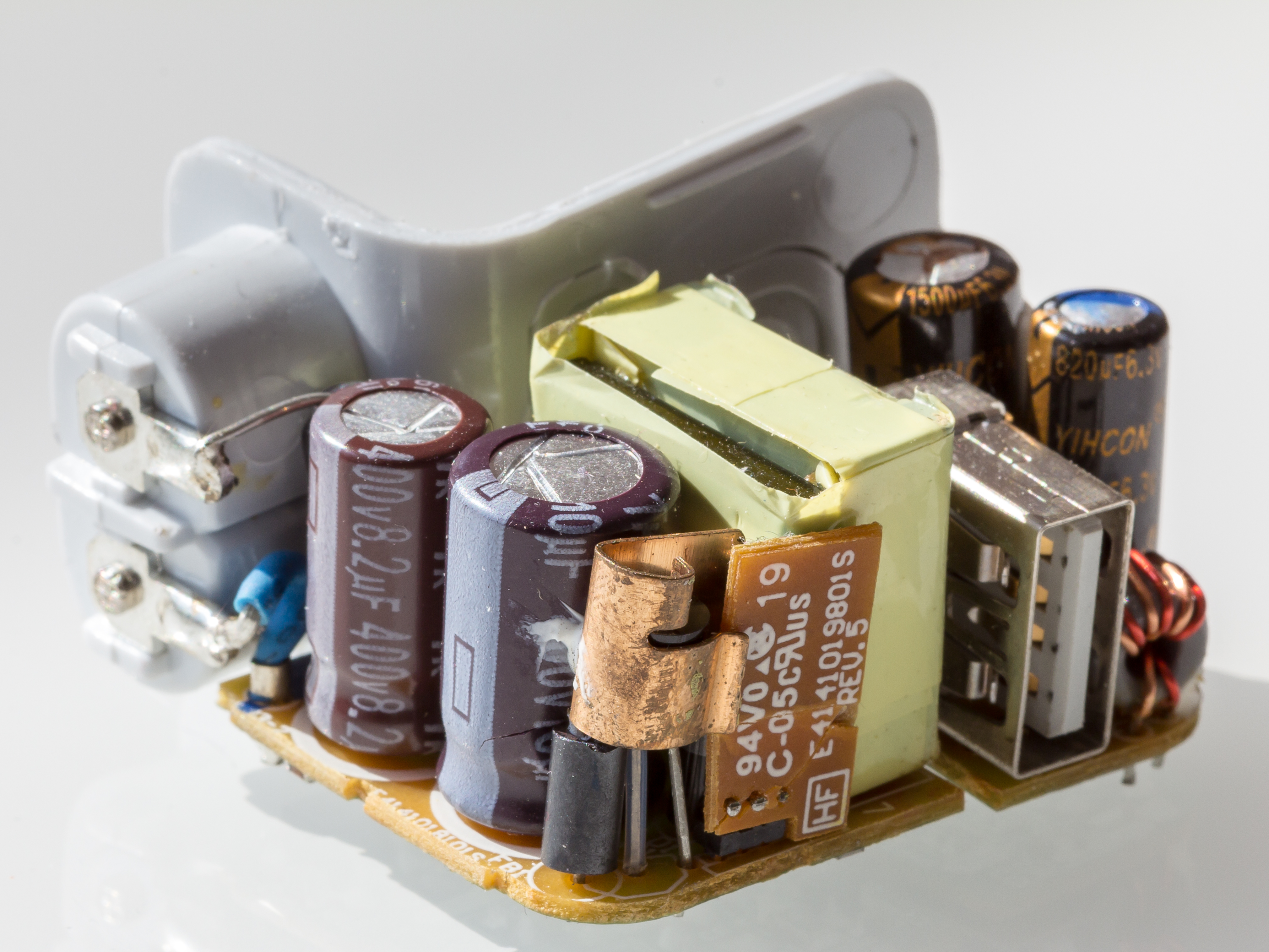
Kompakt aufgebautes Schaltnetzteil eines iPod-Ladeadapters: In der Mitte (in blassgelber Folie) der Leistungsübertrager, links davon die Gleichrichtung und Glättung der 230-V-Seite (erkennbar an Kondensatoren mit 400 Volt Prüfspannung) und der Zerhacker (mit Kupferkühlblech), dahinter (am USB-Anschluss) die Siebung der Ausgangsspannung. Die Regelelektronik sitzt an der Unterseite der Platine.

Geregelte Schaltnetzgeräte liefern konstante Ausgangsspannungen oder -ströme. Die Konstanz der Ausgangsgröße wird durch Steuerung des Energieflusses in das Netzgerät und damit für die angeschlossenen Verbraucher erreicht – es liegt ein geschlossener Regelkreis vor.
Ausnahme sind ungeregelte elektronische Halogentrafos – diese liefern eine den Schwankungen der Netzspannung folgende Wechselspannung um 45 kHz.
Folgende Vorgänge finden im Schaltnetzteil statt:
- Gleichrichtung der Netzwechselspannung
- Glättung der entstehenden Gleichspannung
- „Zerhacken“ der Gleichspannung
- Transformierung der entstandenen Wechselspannung
- Gleichrichtung der Wechselspannung
- Siebung der Gleichspannung

Mit Hilfe der Regelschaltung wird erreicht, dass so viel Energie in das Schaltnetzteil hineinfließt, wie an den Verbraucher weitergegeben werden soll. Die dafür erforderliche Regelung erfolgt über Pulsweiten- oder Pulsphasensteuerung. Die Regelung kann analog oder digital ausgeführt werden, im zweiten Fall spricht man auch von der digitalen Regelschleife.
Schaltnetzteile verfügen über einen Ferritkerntransformator, um Spannungstransformation und galvanische Trennung von Ausgangs- und Eingangsseite zu erreichen. Um auch die Regelschleife galvanisch vom Netz zu trennen, ist ein Optokoppler erforderlich. Alternativ kann auch die Übertragung der Schaltsignale an die Leistungstransistoren über Hilfstransformatoren erfolgen, um eine Potentialtrennung zu erreichen. So wird die gesamte Steuerelektronik vom Netz getrennt. In der Abbildung oben wird die Trennung durch einen Trafo und einen Optokoppler im Regel- und Steuerkreis erreicht.
In der Abbildung arbeitet ein Schalttransistor im Primärkreis des Trafos, deshalb nennt man diese Art primärgetaktetes Schaltnetzteil. Primärgetaktete Schaltnetzteile haben Ferritkerntransformatoren, die mit einer hohen Frequenz (der Arbeitsfrequenz des Schaltnetzteiles, typisch 15…300 kHz) betrieben werden und daher sehr klein sind.
Arbeitet der Schalttransistor im Sekundärkreis des Trafos, spricht man von sekundär getakteten Schaltnetzteilen. Diese haben einen mit Netzfrequenz betriebenen Transformator und daher keinen Massevorteil gegenüber konventionellen Netzteilen. Hier wird nur der Linear-Spannungsregler durch einen Spannungswandler ersetzt, was den Wirkungsgrad verbessert.
Als Schalter können Transistoren (MOSFET, Bipolartransistoren, IGBT) verwendet werden. Bei hohen Leistungen kommen auch Thyristoren (GTO oder mit Löschschaltung) zum Einsatz.
Als Gleichrichter werden auf der Sekundärseite meistens Schottkydioden eingesetzt, um eine möglichst kleine Durchlassspannung zu erreichen und die notwendigen schnellen Sperrzeiten zu gewährleisten.
Als Kondensatoren kommen sekundärseitig Elkos mit niedrigem Serienwiderstandsverhalten = ESR zum Einsatz. Oft werden mehrere Elkos parallel geschaltet oder Elkos mit höherer Nennspannung verwendet, die in dieser Betriebsart niedrigeren ESR aufweisen. Der häufigste alterungs- und wärmebedingte Ausfall der Netzteile besteht im Austrocknen der Elkos bzw. deren Überbeanspruchung bei Unterdimensionierung. Daher gab es in den letzten Jahren Entwicklungen die Schaltfrequenz zu erhöhen, um mit geringeren Kapazitäten und damit Folienkondensatoren auszukommen.
Die technische Dokumentation einer modularen Plattform zur Prototypisierung von Schaltnetzteilen steht als Open-Source-Hardware zur Verfügung.

### Berührstrom
An schutzisolierten Geräten kann an elektrisch leitenden berührbaren Teilen ein Kribbeln zu spüren sein. Dieser Berührstrom entsteht durch die im Gerät zur Entstörung verbauten Y-Kondensatoren sowie durch parasitäre Kapazitäten zum speisenden Netz. Beides sind Merkmale von Geräten mit Schaltnetzteil.
Der Berührstrom darf laut VDE-Vorschrift 0701/0702 höchstens 0,5 mA betragen, was eine der Voraussetzungen für die Anbringung des CE-Zeichens ist.
Frequenz und Wellenform dieser Störspannungen sind oft abweichend von der Netzspannung. Die gegen Erde anliegende Spannung kann mit hochohmigen Messgeräten gemessen werden und ist meist höher als Kleinspannung. Sie bricht jedoch beim Berühren zusammen und gilt daher als ungefährlich.
Bei in den USA an 240 V betriebenen schutzisolierten Geräten tritt oft keine nennenswerte Spannung auf, da die Phasen des Einphasen-Dreileiternetzes (Split-Phase Electric Power) symmetrisch zur Erde sind und den durch das Gerät gebildeten kapazitiven Spannungsteiler abgesehen von Störspannungen und Bauteiltoleranzen auf 0 V halten. Beim Betrieb an einer Phase mit 115 V liegt der Spannungsteilung nach nur eine halb so hohe Berührungsspannung wie an 230 V an.
Bei Fernsehgeräten, Satellitenfernsehempfängern und anderen Geräten mit Signaleingang liegt diese Spannung an den Signaleingängen (analoge und digitale Schnittstellen wie USB, Antenneneingänge) gegen Erde an. Um diese Spannung vom empfindlichen Eingang der Geräte fernzuhalten, sollten die Signalleitungen die ersten beim Anschließen und die letzten beim Trennen des Gerätes sein.
Bei schutzgeerdeten Geräten darf an berührbaren Metallteilen keine nennenswerte Spannung anliegen, das würde auf einen Defekt der Schutzerdung hinweisen. Es können jedoch Brummschleifen auftreten, die auf Ausgleichsströmen aufgrund sehr geringer Spannungsdifferenzen (meist <1 V) beruhen.

### Vor- und Nachteile gegenüber konventionellen Netzteilen
Vorteile

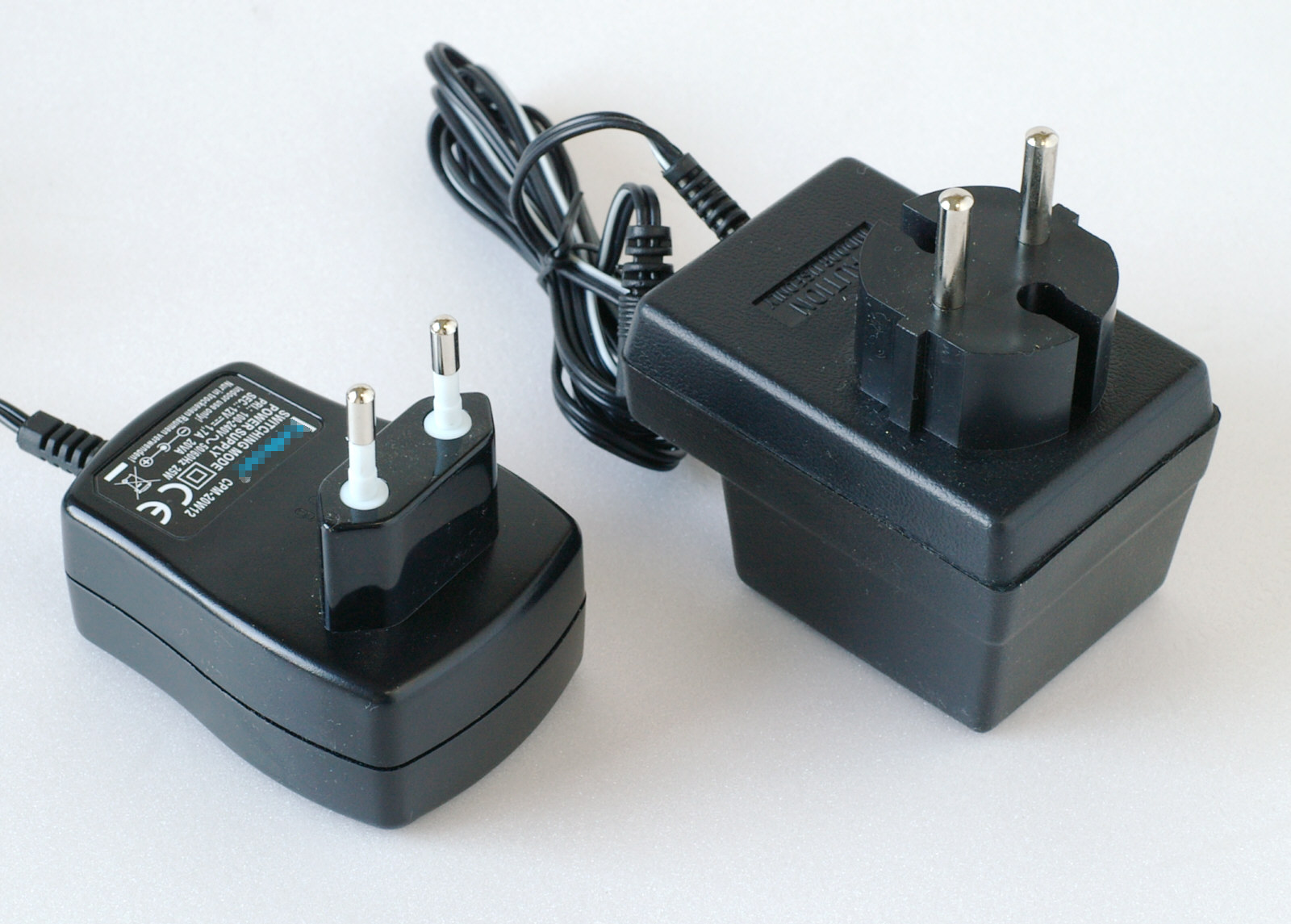
Steckernetzteile im Größenvergleich. Links Schaltnetzteil mit 20 Watt, rechts konventionell mit 3,6 Watt Ausgangsleistung

- Hoher Wirkungsgrad auch bei kleiner Nennleistung und wechselnden Lasten möglich
- Gute Regelbarkeit und damit großer Toleranzbereich für Eingangsspannung und Netzfrequenz. Ein Schaltnetzteil kann für den Einsatz mit sehr unterschiedlichen Netzspannungen (z. B. 85–255 V, 47–63 Hz) oder auch Gleichspannung ausgelegt werden.
- Geringes Gewicht und geringes Volumen wegen kleinerer Transformatoren und kleinerer sekundärseitiger Siebkondensatoren (hohe Arbeitsfrequenz)
- Geringerer Einsatz von Kupfer
- Geringerer Standby-Verbrauch möglich
- inhärenter Kurzschluss- und Überlastschutz, daher oft keine Thermostate oder Thermosicherungen erforderlich.

Nachteile
- Aufgrund des Schaltbetriebs mit hohen Frequenzen sind Maßnahmen zur Verbesserung des EMV-Verhaltens (Störemission) erforderlich. Schaltnetzteile können elektromagnetische Störquellen sein.
- Verformung des Netzstroms (Stromimpulse) aufgrund der Blindleistung für die Ladevorgänge der eingangsseitigen Elkos. Schaltnetzteile bewirken so eine Verzerrung der Versorgungsspannung, vgl. Total Harmonic Distortion. Abhilfe: Leistungsfaktorkorrektur (engl. Power Factor Correction, kurz PFC); seit 2001 bei SNTs mit weniger als 16 A Eingangsstrom, aber 50 Watt oder 75 Watt Eingangsleistung (je nach Geräteklasse) vorgeschrieben
- Schlechteres Regelverhalten im Vergleich zum herkömmlichen Längsregler bei sehr schnellen Lastwechseln oder bei sehr niedriger Last
- Höhere Komplexität der Schaltung, mehr Bauelemente und deshalb statistisch höhere Ausfallwahrscheinlichkeit
- Stärker belastete Passivbauteile. Für die hohen Rippelströme werden geeignete Kondensatoren mit niedrigem ESR benötigt, die teurer sind bzw. eine geringere Lebensdauer haben.
- Höhere Empfindlichkeit gegenüber Netzüberspannungen (surge-Ereignisse), d. h. durch Schaltvorgänge oder Blitzschlag ausgelöste kurzzeitige Spannungsspitzen.
- schlechte Wiederverwendbarkeit bzw. Recycling-Eigenschaften wegen Verbundmaterialien, Einsatz von Spurenmetallen wie Silber und Gold

### Einsatzgebiete
- Computernetzteile, Netzteile in Monitoren, Druckern und Fernsehgeräten
- Steckernetzteile (Stromversorgung von Geräten geringer Leistung, Ladegeräte für Mobiltelefone und Laptops)
- Elektronische Vorschaltgeräte für Leuchtstofflampen
- Gleichspannungsversorgungen aus dem Stromnetz, wenn es auf weltweiten Einsatz ankommt (Weitbereichseingang 100 bis 240 Volt Wechselspannung, 50 oder 60 Hz)
- Lichtbogenschweißgeräte
- Ladegeräte für Akkumulatoren vom Handyladegerät bis zur Ladestation für Großakkumulatoren z. B. für Traktionszwecke
- Frequenzumrichter, zur Steuerung von Wechsel- und Drehstrommotoren (3 Phasen)
- Solarwechselrichter sind eingangsgeregelt und versuchen die höchste Ausbeute der Solarzellen ins Stromnetz einzuspeisen
- Klasse-D-Verstärker basieren auf Schaltnetzteilen

## Schaltungsarten

### Primärgetaktet – Sekundärgetaktet
Außer der Gleichrichtung der Netzspannung, und evtl. einer PFC, bestehen Schaltnetzteile aus einem galvanisch getrennten Gleichspannungswandler, diese werden auch zu den primär getakteten Wandlern gezählt. Die üblichen Topologien sind, nach aufsteigender Leistung, der Sperrwandler, Eintaktflusswandler und der Gegentaktflusswandler. Eine vollständige Auflistung ist unter Gleichspannungswandler→Topologien zusammengestellt.
Sekundärgetaktete Schaltnetzteile sind eine für den allgemeinen Gebrauch veraltete Technik. Sie bestehen aus einem konventionellen Transformatornetzteil mit nachgeschaltetem Abwärtswandler anstelle des Längsreglers. Sie erreichen nicht die hohen Wirkungsgrade primärgetakteter Schaltungen.
Bei Schaltnetzteilen, die wie PC-Netzteile mehrere Ausgangsspannungen erzeugen, kann der Schaltspannungsregler auf der Sekundärseite angebracht sein, da er dort die Ausgangsspannungen direkt überwachen kann. Die auf der Primärseite liegenden Schalttransistoren werden über eine galvanische Trennung wie Übertrager (Impulstransformatoren) oder Optokoppler vom Schaltspannungsregler (auch Schaltnetzteilkontroller) angesteuert.

### Regelung analog und digital
Traditionell basiert die Netzteiltechnik auf analogen Reglern, aber in den letzten Jahren gibt es einen Trend zur Digitalisierung. Bei diesem neuen digitalen Ansatz wird die Regelung als Software in einem DSP oder schnellen Mikroprozessor implementiert, der das Strommanagement über Software steuert, was mehr Flexibilität und Konnektivität ermöglicht. Das Modewort für die digitale Regelschleife von Schaltnetzteilen ist Digital Power.